# Xã Coe, Quận Rock Island, Illinois
Xã Coe (tiếng Anh: Coe Township) là một xã thuộc quận Rock Island, tiểu bang Illinois, Hoa Kỳ. Năm 2010, dân số của xã này là 1.657 người.